# Godsent
GODSENT – szwedzka profesjonalna organizacja e-sportowa, założona 4 kwietnia 2016 roku przez profesjonalnego gracza CS GO – Markusa "pronax" Wallstena. GODSENT posiada dywizję w Counter-Strike: Global Offensive, Hearthstone oraz w Dota 2. Formacja zarobiła dotychczas ok. 456 tysięcy dolarów. 

## Counter-Strike: Global Offensive
GODSENT zostało stworzone 4 kwietnia 2016 roku przez pronaxa, szwedzkiego profesjonalnego gracza. W składzie znaleźli się: pronax, znajder, twist, pauf, lekr0 oraz rdl jako trener. W dniu 15 sierpnia nastąpiły roszady między Fnatic, a GODSENT. Do ekipy pronaxa doszedł flusha, JW oraz KRIMZ, a do Fnatic twist, lekr0 i wenton. Zmiany zostały wprowadzone przez kłótnie i awantury w zespole. 4 lutego 2017 JW i flusha powrócili do Fnatic, a za nich doszli twist i disco doplan. 14 czerwca 2018 Red Reserve przejęła GODSENT, a organizacja ogłosiła zakończenie wszelkich operacji. Po roku nieobecności, szwedzka formacja wróciła na scenę po połączeniu się z The Final Tribe, 6 września 2019. Miesiąc później ogłosili kolejny skład CS:GO, w którym znaleźli się byli zawodnicy SMASH eSports: Maikelele, kRYSTAL, zehN, STYKO, Maden oraz Devilwalk jako trener. Obecnie GODSENT znajduje się na 19. miejscu w rankingu najlepszych drużyn CS:GO, tworzonego przez serwis HLTV. 

### Obecny skład
Źródło:.
| Kraj       | Nick      | Imię i nazwisko  | Data dołączenia   |
| ---------- | --------- | ---------------- | ----------------- |
| Szwecja    | Maikelele | Mikail Bill      | 14 listopada 2019 |
| Niemcy     | kRYSTAL   | Kevin Amend      | 14 listopada 2019 |
| Finlandia  | zehN      | Jesse Linjala    | 14 listopada 2019 |
| Słowacja   | STYKO     | Martin Styk      | 14 listopada 2019 |
| Czarnogóra | Maden     | Pavle Boskovic   | 14 listopada 2019 |
| Szwecja    | Devilwalk | Jonatan Lundberg | 14 listopada 2019 |

### Byli członkowie
Źródło:.
| Kraj    | Nick         | Imię i nazwisko  | Data opuszczenia     |
| ------- | ------------ | ---------------- | -------------------- |
| Szwecja | pauf         | Mathias Kohler   | 15 sierpnia 2016     |
| Szwecja | KRIMZ        | Freddy Johansson | 24 października 2016 |
| Szwecja | flusha       | Robin Ronnquist  | 4 lutego 2017        |
| Szwecja | JW           | Jesper Wecksell  | 4 lutego 2017        |
| Szwecja | lekr0        | Jonas Olofsson   | 21 sierpnia 2017     |
| Szwecja | pyth         | Jacob Mourujarvi | 4 września 2017      |
| Szwecja | znajder      | Andreas Lindberg | 14 grudnia 2017      |
| Szwecja | pronax       | Markus Wallsten  | 11 stycznia 2018     |
| Szwecja | dennis       | Dennis Edman     | 13 lutego 2018       |
| Szwecja | Brollan      | Ludvig Brolin    | 14 czerwca 2018      |
| Szwecja | hampus       | Hampus Poser     | 14 czerwca 2018      |
| Szwecja | freddieb     | Fredrik Buo      | 14 czerwca 2018      |
| Szwecja | disco doplan | Joakim Gidetun   | 14 czerwca 2018      |
| Szwecja | twist        | Simon Eliasson   | 14 czerwca 2018      |

### Osiągnięcia
Źródło:.
- 3/4. miejsce - DreamHack Masters Malmö 2016
- 3/4. miejsce - DreamHack Open Summer 2016
- 3/4. miejsce - GFINITY CS:GO Invitational
- 1. miejsce - Europe Minor Championship Atlanta 2017
- 3/4. miejsce - DreamHack Open Winter 2016
- 3/4. miejsce - ESEA Season 24 Global Challenge
- 2. miejsce - WESG 2017 Europe Finals
- 3/4. miejsce - Play2Live Cryptomasters
- 1. miejsce - Qi Invitational
- 3/4. miejsce - DreamHack Open Tours 2018
- 1. miejsce - WePlay! Forge of Masters Season 2
- 3/4. miejsce - DreamHack Open Winter 2019
- 3/4. miejsce - DreamHack Open Sevilla 2019
- 2. miejsce - SECTOR MOSTBET
- 3/4. miejsce - ICE Challenge 2020

## Dota 2
Dywizja w Dota 2 została otwarta 6 września 2019, kiedy to The Final Tribe połączyło się z GODSENT. 

### Obecny skład
Źródło:.
| Kraj      | Nick  | Imię i nazwisko | Data dołączenia  |
| --------- | ----- | --------------- | ---------------- |
| Szwecja   | Era   | Adrian Kryeziu  | 6 września 2019  |
| Szwecja   | Frost | Pontus Frost    | 1 grudnia 2019   |
| Niemcy    | KheZu | Maurice Gutmann | 28 września 2019 |
| Dania     | Noia  | Danny Junget    | 1 grudnia 2019   |
| Finlandia | okcya | Niklas Koskinen | 1 grudnia 2019   |

### Osiągnięcia
Źródło:.
- 9/16. miejsce - DreamLeague Season 12 Europe Open Qualifier
- 7/8. miejsce - MDL Chengdu Major Europe Closed Qualifier
- 1. miejsce - IeSF World Championship 2019 Sweden Qualifier
- 3. miejsce - WESG 2019 North Europe Finals
- 4. miejsce - Hainan Master Spring Invitational Europe Qualifier
- 5/8. miejsce - ESL One Los Angeles 2020 Europe Open Qualifier

## League of Legends
Sekcja League of Legends powstała 6 września 2019, po połączeniu GODSENT z The Final Tribe. 6 stycznia 2020 roku organizacja straciła skład, który został przejęty przez Nordavind.

### Byli członkowie
Źródło:.
| Kraj     | Nick       | Imię i nazwisko    | Data opuszczenia     |
| -------- | ---------- | ------------------ | -------------------- |
| Niemcy   | Lion       | Christos Tsiamis   | 26 września 2019     |
| Szwecja  | RoyalKanin | Linus Gronlund     | 9 października 2019  |
| Słowenia | Apples     | Ziga Jereb         | 24 października 2019 |
| Szwecja  | Raxhy      | Olivier Hovstadius | 22 grudnia 2019      |
| Dania    | Kroghsen   | Daniel Krogh       | 27 grudnia 2019      |
| Szwecja  | POILK      | Vilhelm Flennmark  | 4 stycznia 2020      |
| Szwecja  | Adept      | Andreas Blikfeldt  | 4 stycznia 2020      |
| Szwecja  | Kakan      | Elias Edlund       | 4 stycznia 2020      |
| Holandia | Advienne   | Henk Reijenga      | 6 stycznia 2020      |
| Dania    | Chrisberg  | Lars Christiansen  | 6 stycznia 2020      |
| Dania    | knighter   | Jonas Jensen       | 6 stycznia 2020      |
| Szwecja  | Aesthetic  | Frank Norqvist     | 6 stycznia 2020      |
| Szwecja  | WeiZoR     | Andreas Svanholm   | 6 stycznia 2020      |

### Osiągnięcia
Źródło:.
- 13/16. miejsce - EM 2019 Summer Main Event
- 3. miejsce - Swedish Esports League Season 4
- 1. miejsce - Swedish Esports League Season 4 Playoffs